# Джеймс Ричардсън
Джеймс Ричардсън (на английски: James Richardson) е английски пътешественик, изследовател на Африка.

## Биография
Роден е на 3 ноември 1809 г. в Бостън, Линкълншър, Англия.
През 1845 – 1846 г. организира и възглавява експедиция, като навлиза в Сахара и пръв прониква в оазиса Гат (24°58′ с. ш. 10°11′ и. д. / 24.966667° с. ш. 10.183333° и. д.) от Триполи през Гадамес. На базата на събраните материали по време на пътешествието, през 1848 в Лондон излиза двутомната му монография „Travels in the great Desert of Sahara in the years of 1845 and 1846“, Vol. 1 – 2, London, 1848 (в превод „Пътешествие по великата пустиня Сахара през 1845 – 1846 г.“)
В края на 40-те години на ХІХ век търговските кръгове в Англия проявяват голям интерес към търсенето на удобен път в областта Судан от северното африканско крайбрежие. С поддръжката на английското правителство е решено да се изпрати в Судан през Сахара „смесена научно-търговска експедиция“ и за неин ръководител е назначен опитния английски пътешественик Джеймс Ричардсън, вече запознат с пътя от Триполи до Мурзук. В експедицията са включени и двама немски учени Хайнрих Барт и Адолф Офервег. През декември 1849 г. двамата германски участници пристигат в Тунис и по крайбрежието са добират до Триполи, откъдето съвместно с Ричардсън на 23 март 1850 г. тръгват на юг. Още по пътя от Триполи за Мурзук пътешествениците решават да се движат не по известните пътища, а през почти безжизнената камениста пустиня Хамада ел Хамра. След кратък отдих в Мурзук на 13 юни 1850 г. експедицията се отправя на запад и достига до Гат, близо до източните склонове на платото Ахагар. Оттам завиват на юг и през октомври 1850 пътешествениците достигат до Агадес на юг от платото Аир. Продължават съвместно на юг към границите на държавата Борну и решават по различни пътища тримата да достигнат до столицата ѝ Кукава (12°55′ с. ш. 13°35′ и. д. / 12.916667° с. ш. 13.583333° и. д.). Ричардсън решава да продължи директно към Кукава, но на 4 март 1851 г. умира от тропическа малария.
Дневниците му за това пътешествие са публикувани посмъртно под заглавията: „Narrative of a mission to Central Africa“, 2 Books. London (1853) и „Travels in Morocco“, 2 Books. London (1859).